# Sächsischer Staatspreis für Baukultur

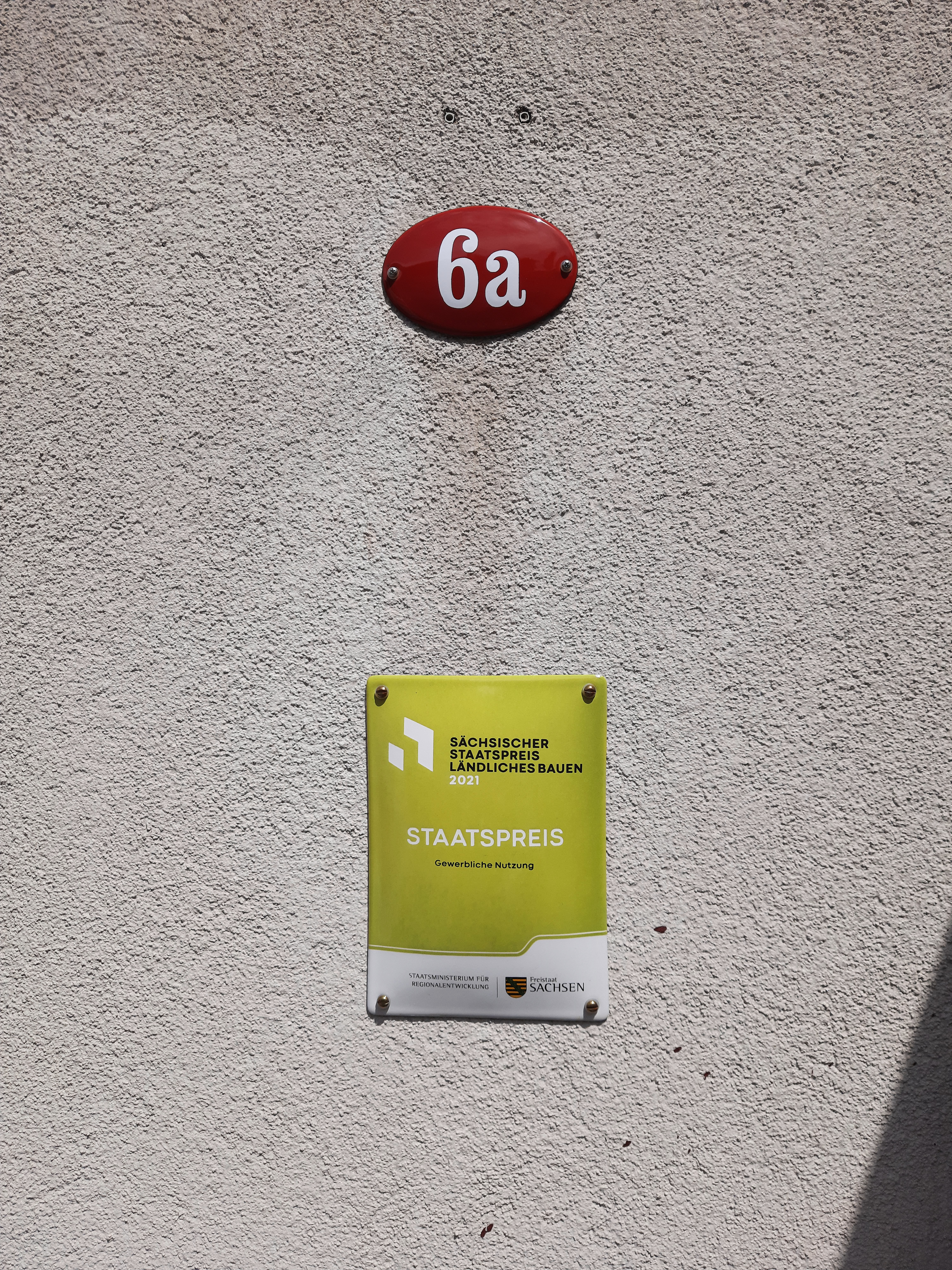
Tafel zum Staatspreis Ländliches Bauen 2021 am Feuerwehrhaus Herrnhut

Der Sächsische Staatspreis für Baukultur ist die höchste Architekturauszeichnung des Freistaates Sachsen und wird seit 2003 etwa alle zwei Jahre vom Sächsischen Staatsministerium für Regionalentwicklung vergeben. Projektpartner sind die Architektenkammer Sachsen sowie die Ingenieurkammer Sachsen. Vorläufer war der Sächsische Staatspreises für Architektur und Bauwesen (1994–2002).
Der Sächsische Staatspreis für Baukultur wird für herausragende Leistungen auf dem Gebiet der Baukultur in Sachsen verliehen. Er würdigt sowohl die Werke als auch ihre Urheber. Mit dem Staatspreis werden Bauvorhaben ausgezeichnet, die einen sichtbaren und erlebbaren Beitrag in Sachsen leisten.
Der Preis ist mit insgesamt 30.000 Euro dotiert und wird auf den Staatspreis und die Anerkennungen aufgeteilt. So bekamen zum Beispiel 2022 die Sieger der Staatspreises 20.000 Euro und die vier Anerkennungen je 2.500 Euro zugesprochen. Die Preise werden zu gleichen Teilen zwischen dem Bauherr und dem verantwortlichen Architekt aufgeteilt. Neben den verliehenen Urkunden besteht der Staatspreis aus einer Siegerplakette, die am ausgezeichneten Gebäude angebracht wird.
Neben dem Sächsischen Staatspreis für Baukultur vergibt das Ministerium in der Tradition des Wettbewerbes Ländliches Bauen seit 2021 auch den Staatspreis Ländliches Bauen. Der Preis soll die hohe Qualität ländlicher Baukultur in Sachsen zu zeigen. Er würdigt realisierte Bauprojekte und Freianlagen, die einen herausragenden Beitrag zur Bewahrung und zeitgemäßen Entwicklung ländlicher Architektur verkörpern. Die Preisträger erhalten ein Preisgeld in Höhe insgesamt 20.000 Euro.

## Liste der Preisträger „Staatspreis für Baukultur“
| Jahr Motto                                                    | Ausgezeichnete Architektur                                                                     | Auftraggeber/Bauherr Verantwortliche Architekten                                                                                            | Anerkennungen |
| ------------------------------------------------------------- | ---------------------------------------------------------------------------------------------- | --- | --- |
| 2003 Stadtmaßstab Mensch                                      | Naturerlebnisbad Großenhain                                                                    | Stadt Großenhain Weidinger Landschaftsarchitekten, Springer Architekten                                                                     | unbekannt |
| 2004 Stadtmaßstab Mensch – Neues Leben für Industriedenkmale  | Stelzenhaus Leipzig                                                                            | SKS Projektentwicklungs-Gesellschaft mbH Weis & Volkmann Architektur, Leipzig                                                               | unbekannt |
| 2006 Maßstab Mensch – Umweltbewusst gestaltete Verkehrsbauten | Holzbrücke über die Freiberger Straße S194 und Zeisiggrund im Forstbotanischen Garten Tharandt | Freistaat Sachsen, vertreten durch SIB II Andre, Dreßler, Kathrin Gädeke, Planungsbüro Bonk & Herrmann, Dresden                             | unbekannt |
| 2008 Berg-Bau-Kultur, Zukunft aus Tradition                   | Vom „Tal des Todes“ zum Kurbad (Kurpark Bad Schlema)                                           | Gemeinde Bad Schlema, Wismut GmbH G. U. B. Ingenieur AG, C&E Consulting und Engineering GmbH                                                | unbekannt |
| 2010 Wasser – Bau – Kultur (Maßnahme im Bestand)              | Ertüchtigung der Talsperre Muldenberg                                                          | Sächsische Landestalsperrenverwaltung unbekannt                                                                                             | Sanierung und Umgestaltung des Stausees Sohland Rekultivierung der Industriebrache Alte Weberei Cunewalde |
| 2011 Wasser – Bau – Kultur (Neubaumaßnahme)                   | Naturnaher Hochwasserschutz am Schwarzwasser in Aue                                            | Sächsische Landestalsperrenverwaltung Bauer Tiefbauplanung GmbH, Ingenieurbüro Philipp & Partner, Beak Consultans                           | unbekannt |
| 2013 Leben in kompakten Städten und Gemeinden                 | Parkarena Neukieritzsch                                                                        | Gemeinde Neukieritzsch Code Unique Architekten                                                                                              | Schloss Grimma Sächsisches Druck- und Verlagshaus, Dresden Lausitztower Hoyerswerda Neues in Radebeul-Ost |
| 2015 Baukunst schafft Orte der Begegnungen                    | Nicht vergeben                                                                                 | – | Medienzentrum der Hochschule Mittweida Programmkino Ost in Dresden Bürger- und Familienpark Oelsnitz/Erzgeb. Technikumplatz und das Informationszentrum Mittweida Schlosshof des Residenzschlosses in Dresden Halle 14 der Leipziger Baumwollspinnerei |
| 2017 BAU – KULTUR – BILDUNG                                   | Kraftwerk Mitte (Dresden)                                                                      | DREWAG Stadtwerke Dresden GmbH, KID – Kommunale Immobilien Dresden GmbH, René Kuhnt Prof. Jörg Friedrich PFP Planungs GmbH u. a.            | Trainingshalle Judo Holzhausen Umbau Schloss Freudenstein Sonderlabore Universität Leipzig Verbindungsbau und Erweiterung Evangelisches Kreuzgymnasium Dresden                                                                                         |
| 2019 Nachhaltig in die Zukunft                                | Holzhaus Z8                                                                                    | Baugemeinschaft Z8 GbR, Leipzig ASUNA atelier für strategische und nachhaltige architektur, Leipzig                                         | Erweiterung des Barkhausen-Baus, TU Dresden Kutscherhaus, Dresden Umbau Chemnitz Hauptbahnhof Kulturpalast (Dresden) Bio-Fassade „NFK-Bio LIGHT“ |
| 2022 Orte des Miteinanders                                    | Hochwasserschutzbauten für Grimma an der Mulde                                                 | Landestalsperrenverwaltung Sachsen (10000 Euro Preisgeld) Arbeitsgruppe Hochwasserschutz der TU Dresden, Thomas Will (10000 Euro Preisgeld) | Skateranlage Parkallee Grünau (Leipzig) Kirche Canitz (Riesa) Kegelbahn Wülknitz Ourhaus. Kooperatives Wohnprojekt im Leipziger Westen (je 2500 Euro Preisgeld)                                                                                        |

## Liste der Preisträger „Staatspreis Ländliches Bauen“
2021

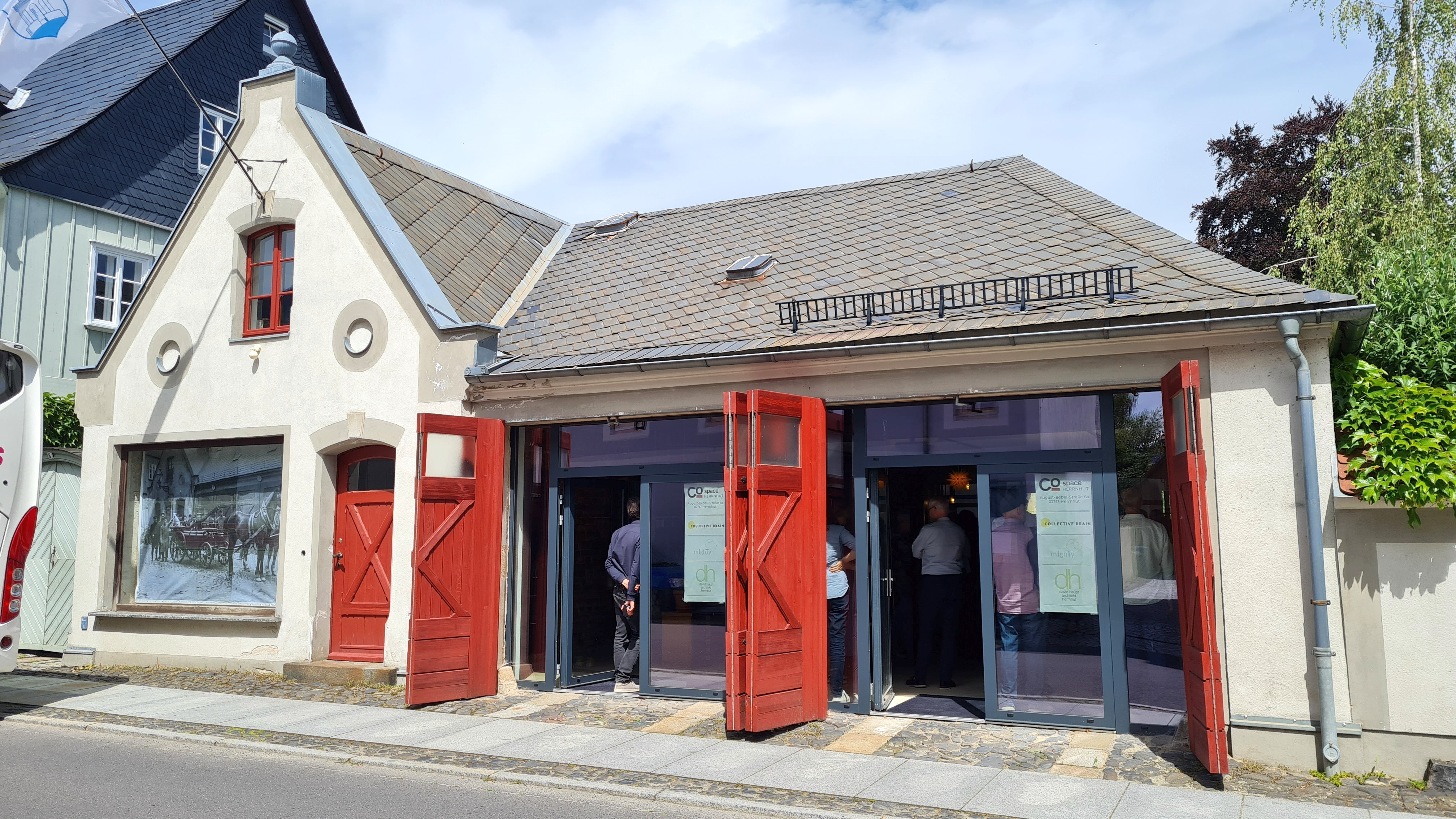
Umgebautes Feuerwehrgerätehaus in Herrnhut, Sieger 2021

- Kategorie Wohnen: Umbau einer Scheune zum Wohnhaus für eine junge Familie in Peißen (Stadt Pegau, Landkreis Leipzig)
- Kategorie Gewerbliche Nutzung: Schaffung eines Co-Working-Space in einem denkmalgeschützten ehemaligen Spritzenhaus in Herrnhut (Landkreis Görlitz)
- Kategorie Öffentliche Nutzung: Modernisierung und Erweiterung der Grundschule in Hauptmannsgrün (Gemeinde Heinsdorfergrund, Vogtlandkreis)
- Kategorie Multiple Nutzung und bauliches Ensemble: Gestaltung der Ortsmitte von Dommitzsch (Landkreis Nordsachsen)

## Siehe auch

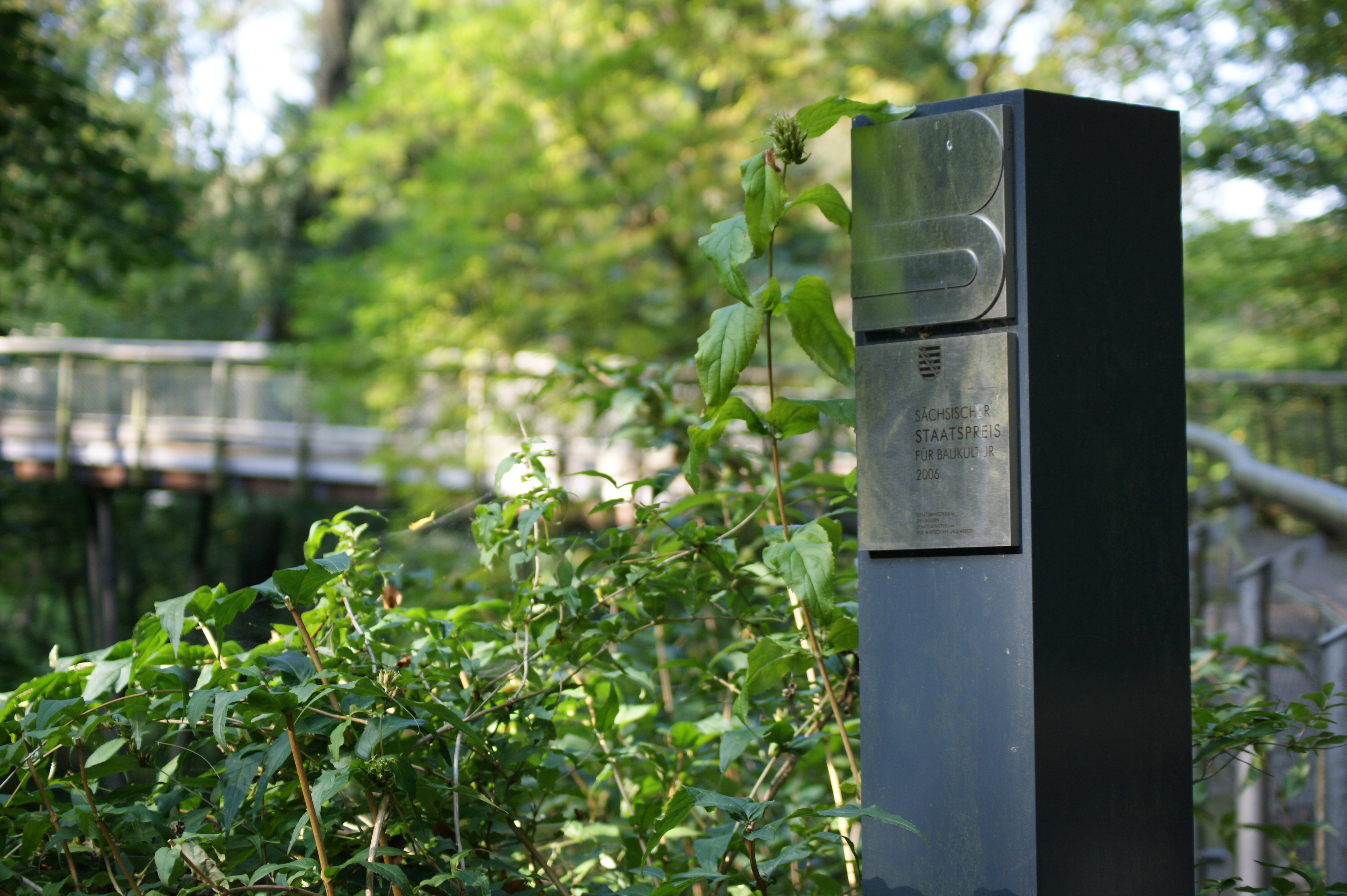
Preis 2006 an der Zeisiggrundbrücke im Forstbotanischen Garten